# أوسكار وايت (رجل أعمال)
أوسكار وايت (بالإنجليزية: Oscar Wyatt)‏ هو شخصية أعمال أمريكي، ولد في 11 يوليو 1924 في بومونت في الولايات المتحدة.

## وصلات خارجية
- أوسكار وايت على موقع إن إن دي بي (الإنجليزية)